# Juan de Alarcon (religieux)

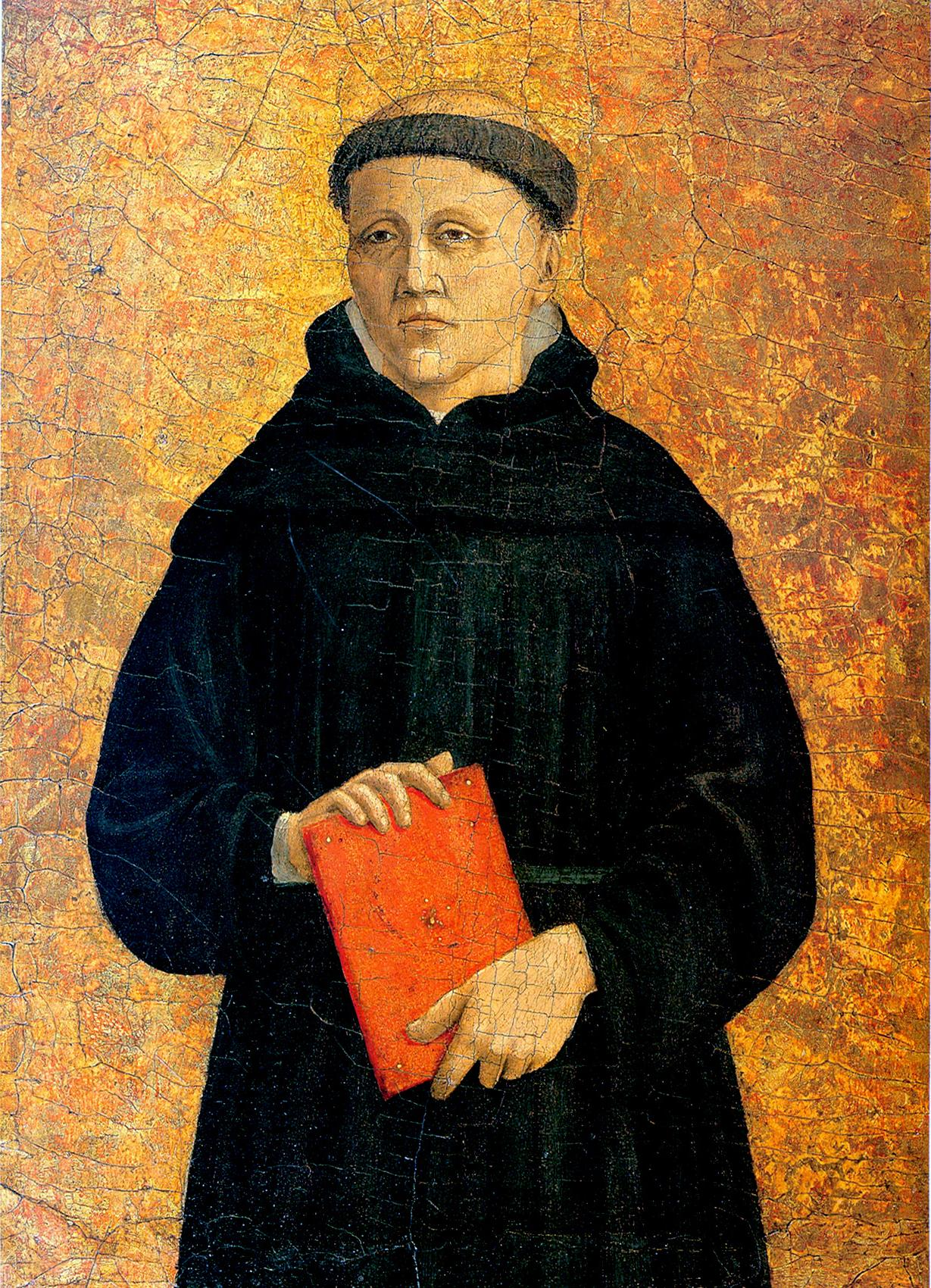
Un moine augustin vers 1450 (par Piero della Francesca)

Juan de Alarcon (c. 1395-1451) est un religieux espagnol, réformateur de l'ordre des Ermites de Saint Augustin. En implantant le mouvement de l'Observance dans son pays, il a préparé chez les augustins d'Espagne l'efflorescence spirituelle du Siècle d'Or. 

## Biographie

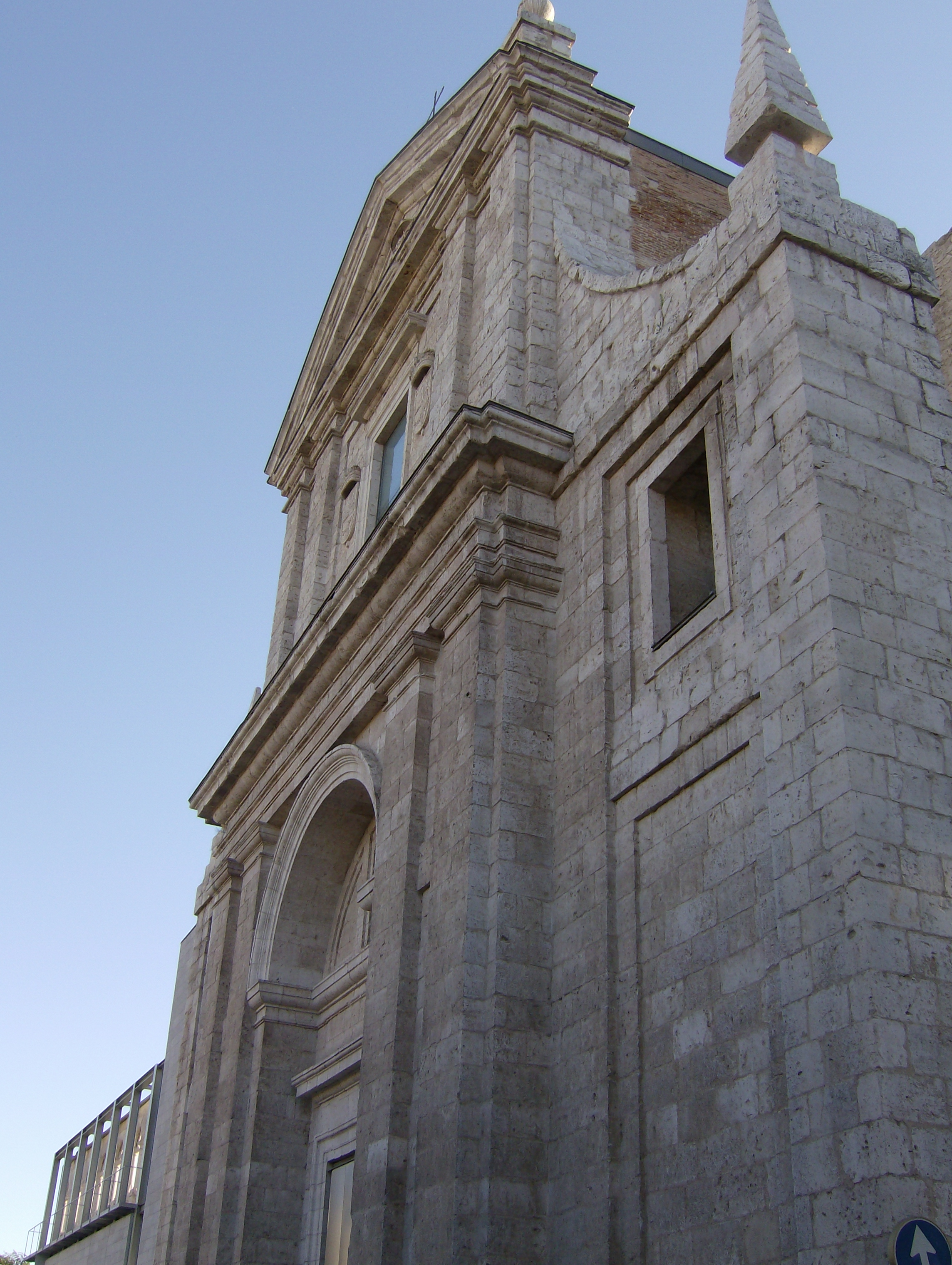
Couvent Saint-Augustin de Valladolid.

Juan est le fils de Martin Ruiz, seigneur d'Alarcon, dans la province de Cuenca. Entré chez les augustins en Espagne, il est cependant nommé, en 1419, par le chapitre général d'Asti, lecteur d'Écriture sainte pour le couvent d'études de Florence (Italie). Tout en continuant son enseignement, il reçoit, le 30 octobre 1420, la permission de s'inscrire à l'université. Une fois nanti d'un titre de licencié en théologie, il rentre dans son pays natal, où il obtient, le 14 avril 1431, du supérieur général de l'ordre, Augustin Favaroni, l'autorisation d'acquérir un terrain à Villanubla, un site alors isolé aux environs de Valladolid, dans le but d'implanter en Espagne une réforme religieuse analogue à celle qu'il avait pu observer en Toscane, dans la congrégation augustine de Lecceto (1387-1782).
Le 1er décembre 1436, le pape Eugène IV lui accorde la permission de fonder deux couvents, l'un à Villanubla et l'autre à Arenas de San Pedro (province d'Avila). Avec l'accord du supérieur général, Gérard de Rimini, Juan ouvre ensuite des maisons à Dueñas et Valladolid, ainsi que le couvent des augustines de Madrigal. L'ensemble de ces établissements formera la congrégation de l'Observance d'Espagne, reconnue officiellement dans l'ordre le 11 novembre 1438, et approuvée par une bulle d'Eugène IV, le 9 décembre 1438, laquelle confirme Juan comme vicaire général à vie, sous l'autorité directe du général des augustins. Un premier chapitre se réunira dès 1439.
D'après les actes de celui-ci, Juan aurait traduit en castillan le De eruditione religiosorum de Guillaume Peyraut (souvent attribué à Humbert de Romans). Il est, en tout cas, l'auteur d'un Libro del regimiento de los señores. Dans ce "miroir des princes" dédié à Alvaro de Luna, favori de Jean II de Castille, Juan expose ses convictions en matière de morale sociale, et affirme que le juridique et le politique doivent être soumis à l'eterno. Il prolonge ainsi une réflexion sur la soumission du temporel au religieux, instituée chez les augustins par Grégoire de Rimini et Jacques de Viterbe.

## Postérité

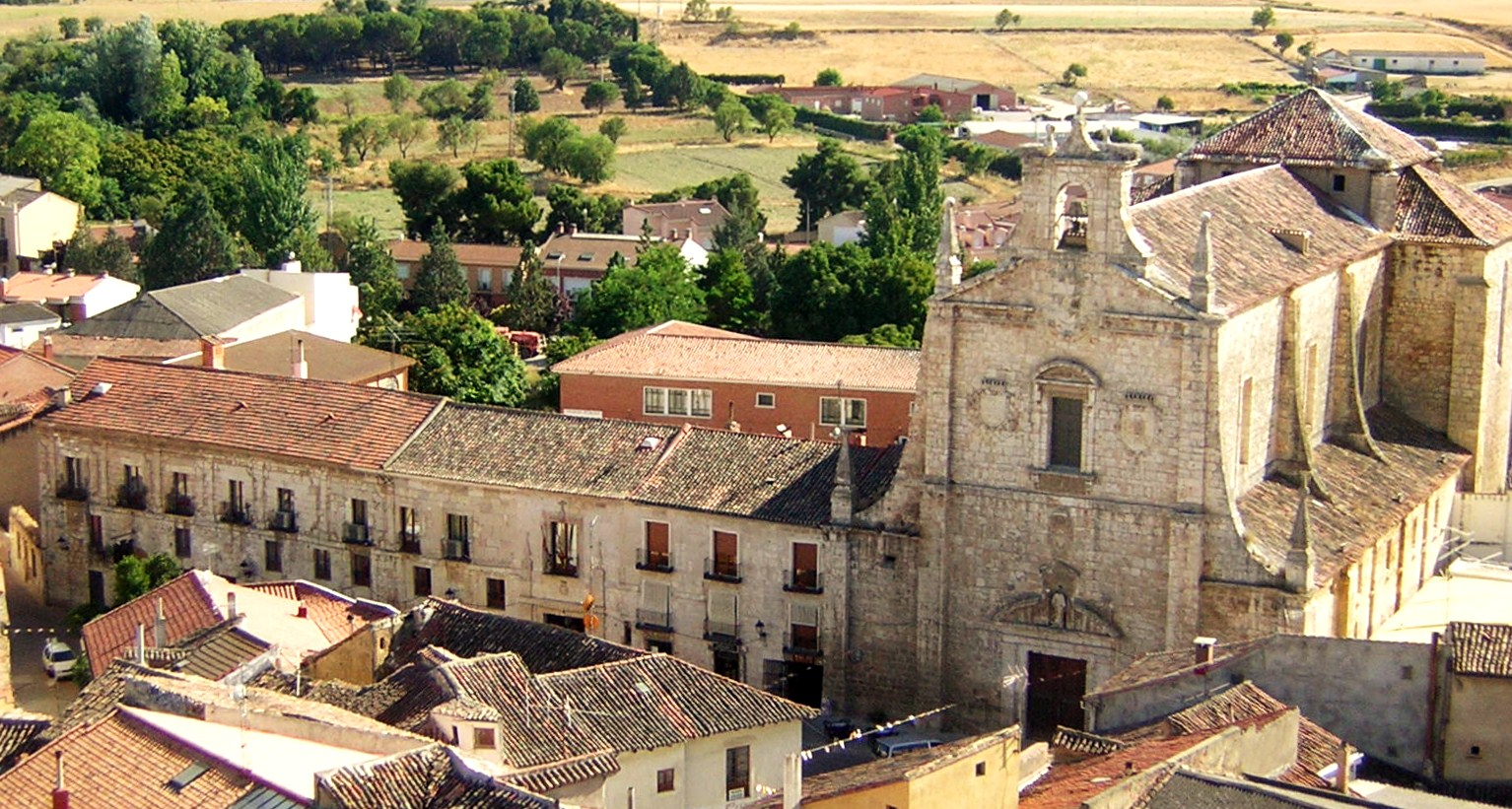
Couvent Saint-Augustin de Dueñas.

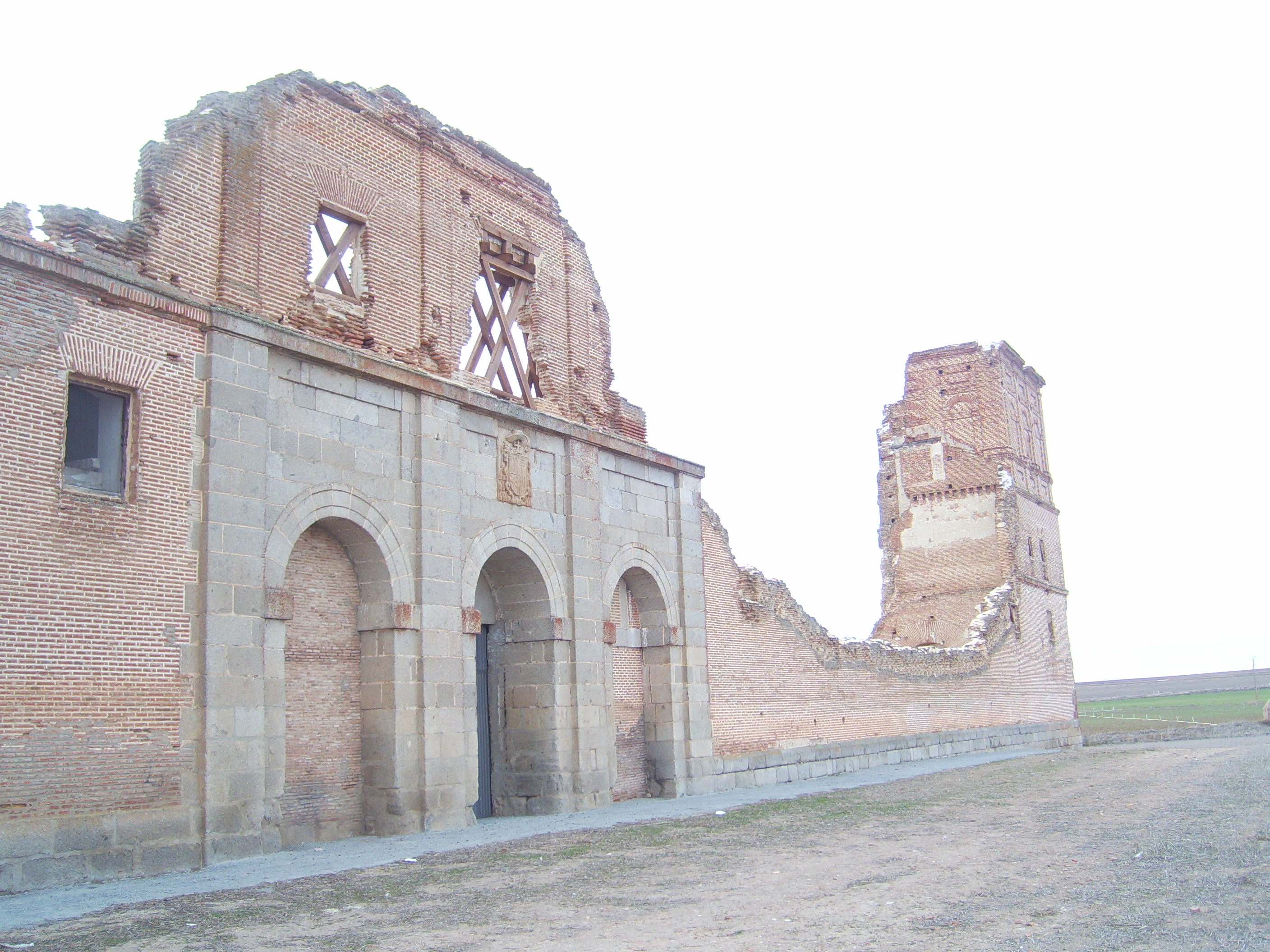
Ruines du couvent Saint-Augustin de Madrigal de las Altas Torres.

La congrégation de l'Observance se gouvernera en fonction de la bulle pontificale et des actes émis par le premier chapitre, mais cette législation initiale sera ensuite complétée (particulièrement en ce qui concerne la liturgie), grâce aux documents produits par les chapitres qui se tiendront, entre 1453 et 1503, tous les deux ans. Avec de nouvelles fondations et le passage de couvents (tant masculins que féminins) à la réforme, le mouvement fait bientôt tache d'huile, de sorte qu'en 1504, grâce aux efforts de Juan de Sevilla, c'est toute la province augustine espagnole qui fusionne en adhérant à l'Observance.
Ce phénomène de réforme n'est pas propre à l'ordre des augustins : il touche à l'époque la plupart des ordres mendiants, et en priorité les franciscains. Il s'inscrit en effet dans un désir de renouveau qui traverse l'Église à partir de la fin du XIVe siècle, spécialement dans les cloîtres où, face au relâchement de la discipline, certains religieux entendent montrer l'exemple par une application plus rigoureuse des principes de la règle. C'est ainsi qu'entre 1420 et 1515, beaucoup de provinces augustines européennes se doubleront, en quelque sorte, d'une congrégation de l'Observance, attachée à la recherche de la solitude et à la pratique de la contemplation. Cette quête du perfectionnement religieux portera dans l'Espagne de la Renaissance, ses fruits les plus éclatants, puisqu'elle produira, outre les lumineuses figures des saints Jean de Sahagun, Thomas de Villeneuve et Alonso de Orozco, de nombreux auteurs spirituels comme Luis de Montoya, Thomas de Jésus de Andrade, Luis de Alarcon, Cristobal de Fonseca et surtout le fameux Luis de Leon. Sous l'impulsion de ce dernier, un autre aggiornamento aura encore lieu, dans le dernier quart du XVIe siècle. Contrairement à ce qui s'était passé à la fin du Moyen Âge, il ne s'agira plus alors de lutter contre le relâchement, mais d'intensifier les expériences de pénitence, de pauvreté et de spiritualité, sur le modèle du Carmel thérésien.
Dite des récollets (récollection signifie recueillement), cette réforme (1588) inspirera celle des scalzi en Italie (1592) et des déchaux en France (1596). En 1912, les augustins récollets prendront leur indépendance par rapport au reste de l'ordre.

#### Œuvre
- Libro del regimiento de los señores, édition de B. Diferman, Madrid, El Escorial, 1961.

#### Étude
- Q. Fernandez, Jean d'Alarcon, in Dictionnaire de spiritualité ascétique et mystique, tome VIII, Paris, Beauchesne, 1974, p. 257-258.